# Джон Гетфілд (плавець)
Джон Гетфілд (англ. Jack Hatfield, 15 серпня 1893 — 30 березня 1965) — британський плавець.
Призер Олімпійських Ігор 1912 року, учасник 1920, 1924, 1928 років.